# سیلویو مارسولینی
سیلویو مارسولینی (انگلیسی: Silvio Marzolini؛ زادهٔ ۴ اکتبر ۱۹۴۰) بازیکن فوتبال اهل آرژانتین است.
از باشگاه‌هایی که در آن بازی کرده‌است می‌توان به بوکا جونیورز اشاره کرد.
وی همچنین در تیم ملی فوتبال آرژانتین بازی کرده‌است.